# 马太效应
马太效應（英語：Matthew effect），指科学界的名聲累加的一种反饋现象，最早由美國社会学家罗伯特·莫顿於1968年提出。其名稱来自于《新约圣经·马太福音》中第13章和一对相似的经文（按才干受责任的比喻）—— 《马太福音》第25章第29节、《路加福音》第19章第11-26节：
|                                      | 凡有的，还要加给他，叫他有餘；凡没有的，连他所有的也要夺去。 |
| ——《馬太福音》第25章第29节（和合本） |                                                              |

|                                      | 因為凡是有的，還要給他，叫他富裕；那沒有的，連他所有的，也要由他手中奪去。 |
| ——《瑪竇福音》第25章第29节（思高本） |                                                                            |

類似的有道德經「天之道，損有餘而補不足。人之道，則不然，損不足以奉有餘」。簡言之，就是「贏者全拿」效應。

## 马太福音中的寓言
馬太效应典出《马太福音》第13章第12节和一对相似的经文（按才干受责任的比喻）——
《马太福音》第25章第29节、《路加福音》第19章第11-26节：
|                                      | 凡有的，还要加给他，叫他有餘；凡没有的，连他所有的也要夺去。 |
| ——《馬太福音》第25章第29节（和合本） |                                                              |

|                                      | 因為凡是有的，還要給他，叫他富裕；那沒有的，連他所有的，也要由他手中奪去。 |
| ——《瑪竇福音》第25章第29节（思高本） |                                                                            |

## 起源
1968年，美国社会学家罗伯特·莫顿提出这个术语用以概括一种社会心理现象：“相对于那些不知名的研究者，声名显赫的科学家通常得到更多的声望，即使他们的成就是相似的，同样地，在同一个项目上，声誉通常给予那些已经出名的研究者，例如，一个奖项几乎总是授予最资深的研究者，即使所有工作都是一个研究生完成的。”值得一提的是，這個現象名副其實地發生在了1974年的諾貝爾物理學獎中。1967年安東尼·休伊什教授的研究生約瑟琳·貝爾·伯奈爾发现了脉冲星，关于发现脉冲星的文件共有5个作者，安东尼·休伊什位列第一，约瑟琳·贝尔·伯奈尔列在第二。結果，休伊什博士与马丁·赖尔博士一同被授予诺贝尔物理学奖，但并没有把贝尔作为共同研究者列入诺贝尔奖获奖名单。这引起了争议，遭到了休伊什的同袍——天文学家霍伊尔的谴责。
莫頓考察了決定這樣一個效應的社會心理條件和機制，並發現了多重發現的重複功能與傑出科學家的聚焦功能之間的相互聯繫。傑出科學家會透過他們所發現的研究論述的重要價值，以及他們的自信心，而得到聚焦功能的強化。這種自信心一部分是固有的，一部分是在有創造性的科學環境中體驗和交往的結果，還有一部分是後來社會確認了他們的社會地位的結果；這種自信鼓勵科學家們去探尋有風險但重要的問題，鼓勵他們強調自己的研究結果。 
宏觀社會意義上的馬太效應原理，明顯地表現在那些現在導致科學資源和天才集中化的社會選擇過程之中。

## 應用

### 經濟學
馬太效應為強者愈強弱者越弱之現象，即是貧者愈貧富者愈富。
現實中就是指，只要獲得了每一點的成功，就會產生累積優勢，使之擁有更大的機會獲得更卓越的成就。也是造就了貧富差距的原因之一。

### 社會心理學
在教育方面的长期馬太效應被运用在心理学家基思·斯塔诺威克的研究中，他曾广泛做了对阅读能力和语言残疾的研究。斯塔诺威克用「馬太效應」一词，来形容早期成功获取阅读能力，通常会导致作为学习者成人后的成功这一现象，而如若没有能在头三年或四年中获得阅读能力，将可能造成长期的、学习不同新技能的困难。
儿童在开始阅读方面的落后，也将增加他们与同龄人之间的差距。后来，当学生需要“从阅读中学习”（其中，然后才学习阅读），他们的阅读困难会进一步造成学习大多数其他科目的问题。这样，他们的知識和能力会逐步下降，并进一步在学业上落后，跌幅会比同龄人越发增高。
學生閱讀能力愈高，對詞彙和世界知識的增長愈快、愈多，這結果進一步提昇閱讀能力，兩者良性地循環；閱讀能力愈低，對詞彙和世界知識的增長愈慢、愈少，這結果進一步妨礙閱讀能力的發展，兩者惡性地循環。於是，高閱讀能力的兒童，與低閱讀能力的兒童，在語文能力、對世界的認識等智能上的表現，差異只會愈來愈大，貧者愈貧，富者愈富，始終無法修補。
因此，如果教師和家長對能力落後的兒童抱持觀望，期望他們的閱讀能力能隨年歲增長而自然趕及，這種想法實在不切實際。
|                                              | 阅读能力影响你所做的一切事情 |
| ——摘录斯塔诺威克的话（亚当斯，1990年，pp60） |                              |

### 有機化學
有機化學方面一本著名課本「路易斯·费瑟和玛丽·费瑟：《有機化學導論》（Introduction to Organic Chemistry, Boston: Heath, 1957）」提到：「根據塞則夫的經驗規律，在酒精脫水時，氫會首先從相鄰的碳原子中分離出來，使氫更加匱乏。」在討論這一規律時附有一條注釋：「《馬太福音》第25章，第29節，……『沒有的，連他所有的也要奪過來。』」。
另外親電加成反應中的馬氏規則裡也能見到馬太效應。

### 圖書資訊學
馬太效應有助於提高那些聲名顯赫的科學家的科學成果知名度。 
資訊產生和分佈中的「馬太效應」在社會資訊流的產生、傳遞和利用過程中，發現資訊及相關因素常常表現出明顯的核心趨勢和集中取向，如少數出版社會成為某類圖書的權威（核心）出版機構，為數不多的科學期刊因刊載了某學科領域的大量論文而成為該領域的核心期刊，少數作者（即資訊生產者）因寫得最多、被引用率最高而成為某一領域的核心作者；少數網站集中了大量用戶，傳遞功能強的辭彙被經常選用；SCI中80%的引文集中在15%～20%的期刊中等等現象。 
期刊工作作為一項社會活動，受到馬太效應的支配和控制，主要表現為： 
- 高產作者群的出現——論文集中趨勢
- 核心刊物的形成——文獻集中趨勢
- 作者分佈不均衡——作者集中趨勢
- 論文老化加快——時間集中趨勢。

由於馬太效應在期刊中產生的集中趨勢，使資訊集中，重點突出，資訊資源浪費減少，形成刊物間的競爭機制，有利於讀者及早準確獲得所需資訊。但要抑制不需要或過度的優勢積累，給予年輕科學研究工作者有創新觀點或與傳統觀點相左的論文以足夠重視，克服名人效應的消極影響，同時應注意作者分佈不均衡造成的優秀論文外流及對國內科研工作的影響。

### 引用
1. ↑  马太效应 （页面存档备份，存于），《决策科学辞典》
2. ↑  马太效应 （页面存档备份，存于），《现代经济词典》
3. ↑  马太效应 （页面存档备份，存于），《马克思主义哲学大辞典》
4. ↑  Judson, Horace. . New York Times. 2003-10-20  [2007-08-03]. （原始内容存档于2009-01-22）.
5. ↑  . 上海证券报. 2013-01-17  [2013-01-25]. （原始内容存档于2021-02-18） （中文（中国大陆））.